# 臺北府南雅理番捕盜同知
臺北府南雅理番捕盜同知隸屬於福建臺灣省之臺北府，為臺灣清治時期的重要地方官員，始設置於1891年（光緒十七年），官職品等則為正五品。南雅理番捕盜同知官職專司負責大臺北內政與原住民事務。

## 歷任
| # | 姓名   | 任職日期(西曆) | 任職日期(中曆) |
| - | ------ | -------------- | -------------- |
| 1 | 宋維釗 | 1891年         | 光緒十七年     |